# Mill Creek, Oklahoma
Mill Creek är en ort i Johnston County i delstaten Oklahoma, USA.